# Belostomatidae
Belostomatidae – rodzina pluskwiaków różnoskrzydłych obejmująca około 150 gatunków, z których jeden (Lethocerus patruelis) występuje w Europie (południowo-wschodniej). Są to duże i bardzo duże owady, polujące na skorupiaki, ślimaki, płazy i ryby, w czym pomaga aparat gębowy typu kłująco-ssącego oraz odnóża podobne do odnóży modliszek. Osiągają od 20 do 120 mm długości, samice osiągają większe rozmiary od samców. Złożonymi jajami opiekują się samce. Wiele gatunków tej rodziny jest narażonych na wyginięcie, m.in. z powodu melioracji, regulacji zbiorników wodnych i stosowania środków biobójczych, a także wykorzystywania jako pokarm (w południowo-wschodniej Azji). W 1961 roku David Lauck i Arnold Menke ustanowili trzy podrodziny należące do Belostomatidae – Belostomatinae, Lethocerinae i Horvathiniinae.